# Куниль
Куниль (ін. прочитання – Куниля, можливе оригінальне звучання Kunil) – літописна місцевість. Уперше цей топонім (власна геогр. назва; від грец. τόπος – місце, місцевість і όνυμα – ім'я) згаданий в Іпатіївському літописі під 1150 у зв'язку з поїздкою князя Ізяслава Мстиславича з Дорогобужа "на Гольско да Кунилю", куди "приѣхаша к нему вси Чернии Клобочи с радостию великою всими своими полкы" (див. також Клобуки чорні). Робилося кілька спроб локалізації цього топоніма, однак поки що остаточної відповіді не отримано. Гол. складність у розв'язанні проблеми полягає в тому, що, по-перше, не відомо, чим власне була К. – містом чи територією, а по-друге, не зрозуміло, чи пов'язана К. з головним осередком Чорноклобуцького союзу племен – Пороссям – географічно. Найчастіше (починаючи з рос. історика М.Арцибашева) розташування К. пов'язувалося з околицями м-ка Конела (нині с. Конела Жашківського р-ну Черкас. обл.) та районом нижньої течії однойменної ріки (нині р. Конела, прит. Гірського Тікича, бас. Пд. Бугу). Так, О.Яблоновський не мав сумнівів, що засноване князями Збаразькими в 1620-х рр. м-ко Конела було осаджене саме на городищі стародавнього К. (Kunili). П.Голубовський також схилявся до цієї гіпотези, однак з невідомих причин називав річку поблизу К. "ручьем Безымянным", що згодом призвело до деякої плутанини в літературі. М.Грушевський в одному зі своїх посилань на думку П.Голубовського щодо локалізації К. зазначив, що той мав на увазі саме околиці м-ка Конела. Слідом за П.Голубовським на "допливі Безим'яному" локалізував К. також М.М.Ткаченко. Останнім Л.Махновець, укладаючи мапу Київської Русі, визначив її приблизне місце розташування біля лівого берега устя р. Конела.
Надійного археол. відповідника для К. поки що не знайдено. Не уточненою до кінця є й етимологія назви К. Робилися спроби вивести цю назву з іранських мов, однак найбільш обґрунтованими вважаються етимології, що пов'язані з мовою торків чи печенігів: 1) з тюркської "kun-el/il" – "сонячний (південний/східний) край/область, люди, поселення" (таке тлумачення вказує на окраїнне південне розташування К.; р. Конела дійсно протікає на пд. від Поросся); 2) від антропоніма Кун – Кунил (кінцеве "-il" часто є традиційним для відантропонімних назв поселень у тюркських народів; див. Тюрки).
Цілком імовірно також, що первинна (можливо тюрксько-огузька) назва К. зазнала змін через втрату своєї початкової семантики та переосмислення її носіями більш пізніх тюркських мов – ногайської та татарської ("конела" – місце ночівлі).
М-ко Конела до кін. 18 ст. не мало унормованого написання і подекуди називалося також Кунела. З цим фактом, імовірно, пов'язана подвійна назва одного з куренів запорозьких – Конельського/Кунельського (Кунелевського).
Аналізуючи текст літописної статті, в якій ідеться про К., а також підсумовуючи результати намагань істориків локалізувати К. і досягнення етимологів, можна дійти таких заг. висновків: 1) К. мав важливе значення для чорноклобуцького союзу племен – на це вказує, зокрема, той факт, що відстань, яку мав подолати кн. Ізяслав Мстиславич з Дорогобужа до К., була доволі значною; 2) К. був тимчасовим укріпленим пунктом чи певною територією в землі чорних клобуків; 3) перспективною може стати версія про прочитання згадуваного разом з К. топоніма "Гольськ" як такого, що має зв'язок із сусіднім з с. Конела гідронімом Гірський Тікич (початкова назва – Угорський Тикич).